# Johann Heinrich Bartholomäus Walther
Johann Heinrich Bartholomäus Walther (get. 4. Oktober 1733 in Rostock; † 1802 in Dorpat) war ein deutschbaltischer Architekt und ab 1775 Stadtbaumeister von Dorpat. Er ist bekannt für seine Arbeiten im Stil des holländischen Frühklassizismus und hat mehrere bedeutende Gebäude in Dorpat, heute Tartu, entworfen.

## Leben und Wirken
Johann Heinrich Bartholomäus Walther wurde als Sohn des Rostocker Maurergesellen Johann Geog Walter <sic!> geboren und am 4. Oktober 1733 in der Rostocker Jakobikirche getauft. Über seinen Bildungsweg ist wenig bekannt. Nach dem Großen Stadtbrand in Dorpat im Jahr 1775 fand Walther eine Anstellung als Stadtbaumeister dort. In dieser Funktion entwarf er mehrere ortsprägende Gebäude, die im Stil des holländischen Frühklassizismus gehalten sind, der sich durch klare Linien, symmetrische Formen und eine Rückbesinnung auf die Architektur der Antike auszeichnet. Zu seinen bekanntesten Werken gehören das Rathaus von Tartu und das von-Bock-Haus.
Walther verstarb 1802 in Dorpat. Seine Arbeiten haben das Stadtbild von Dorpat, heute Tartu, nachhaltig geprägt und sind bedeutende Beispiele für den holländischen Frühklassizismus in der Region.

## Werke (Auswahl)

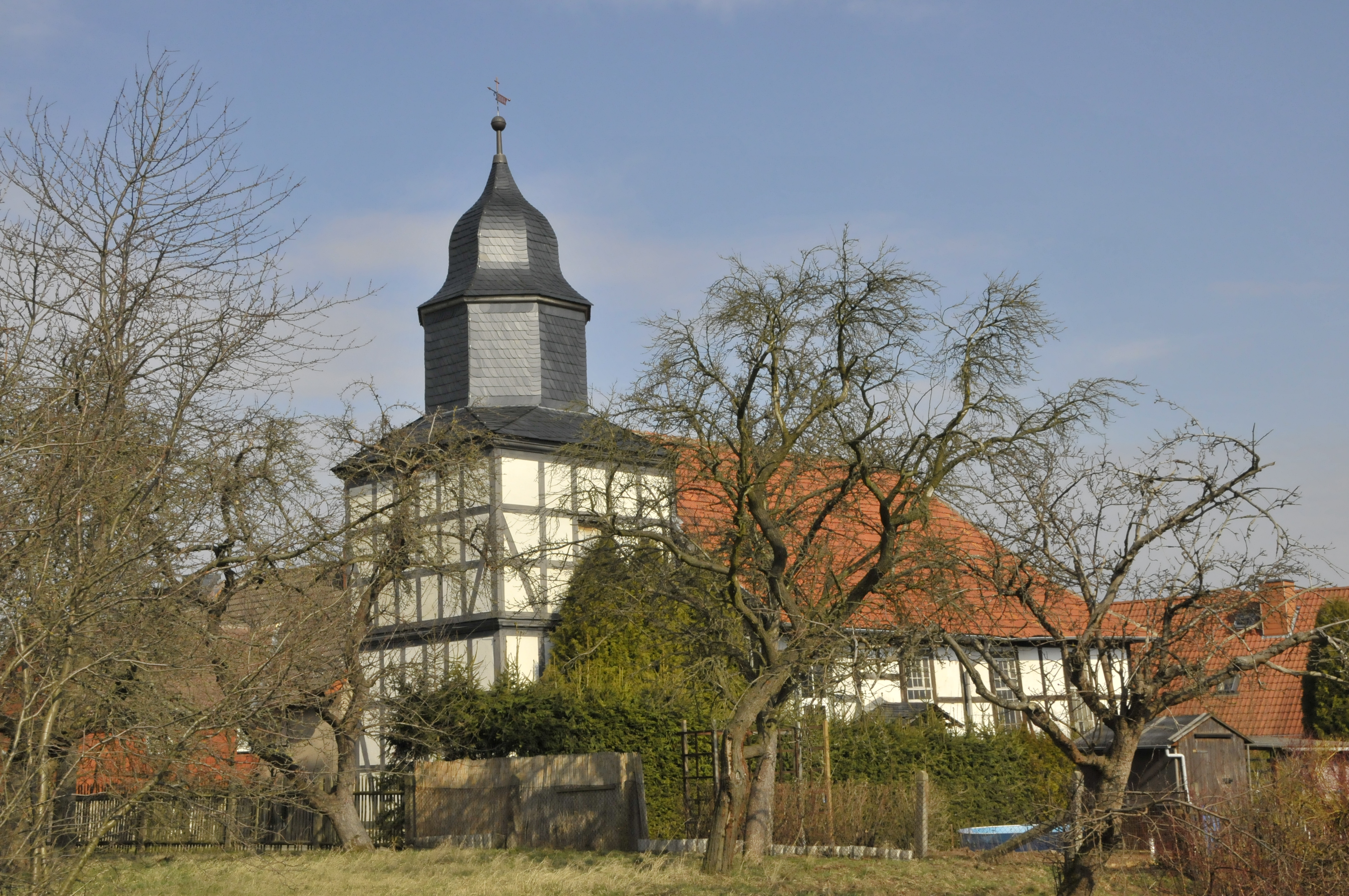
Dorfkirche Gratzungen

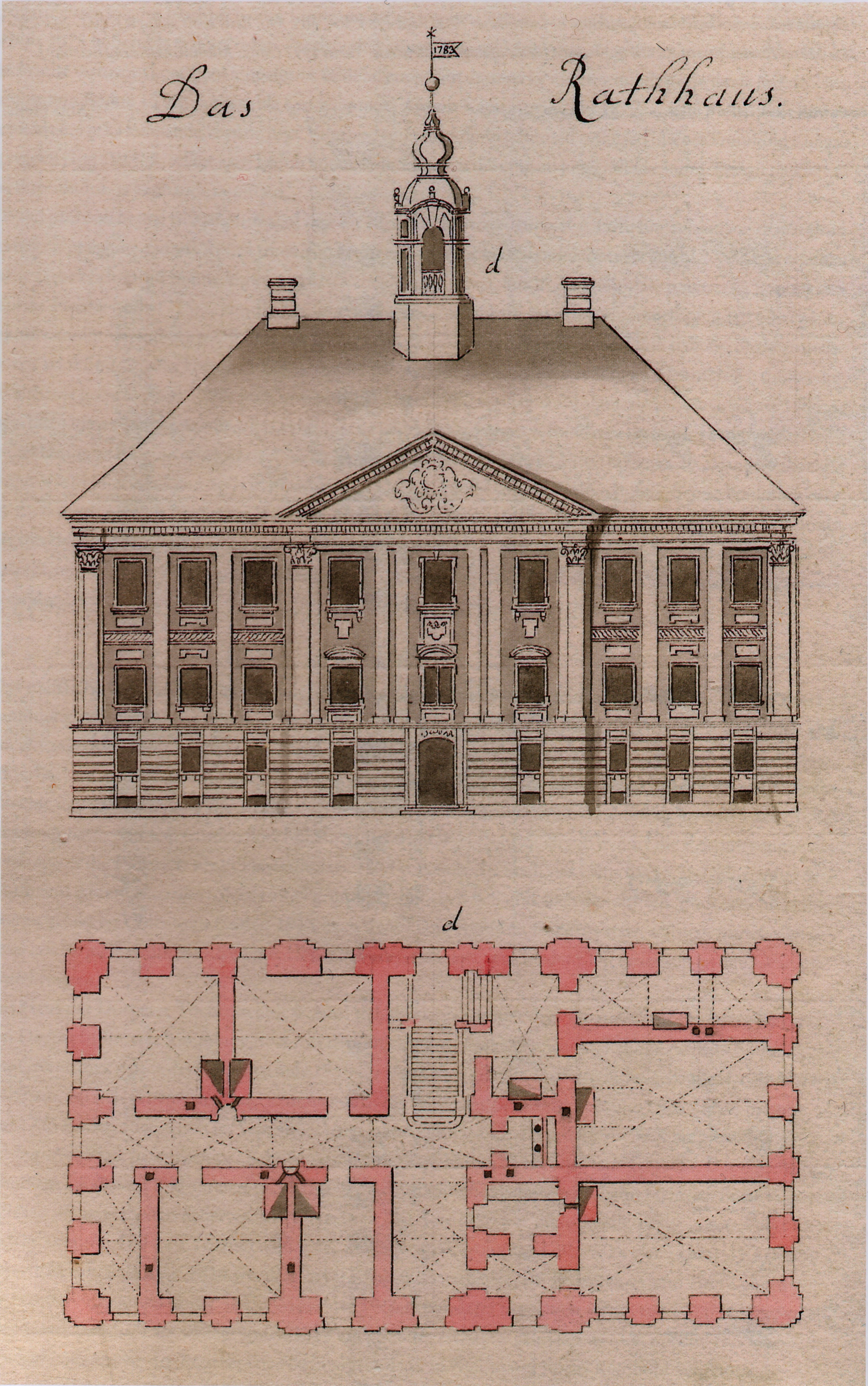
Aufriss und Plan des Rathauses (nach Johann Christoph Brotze)

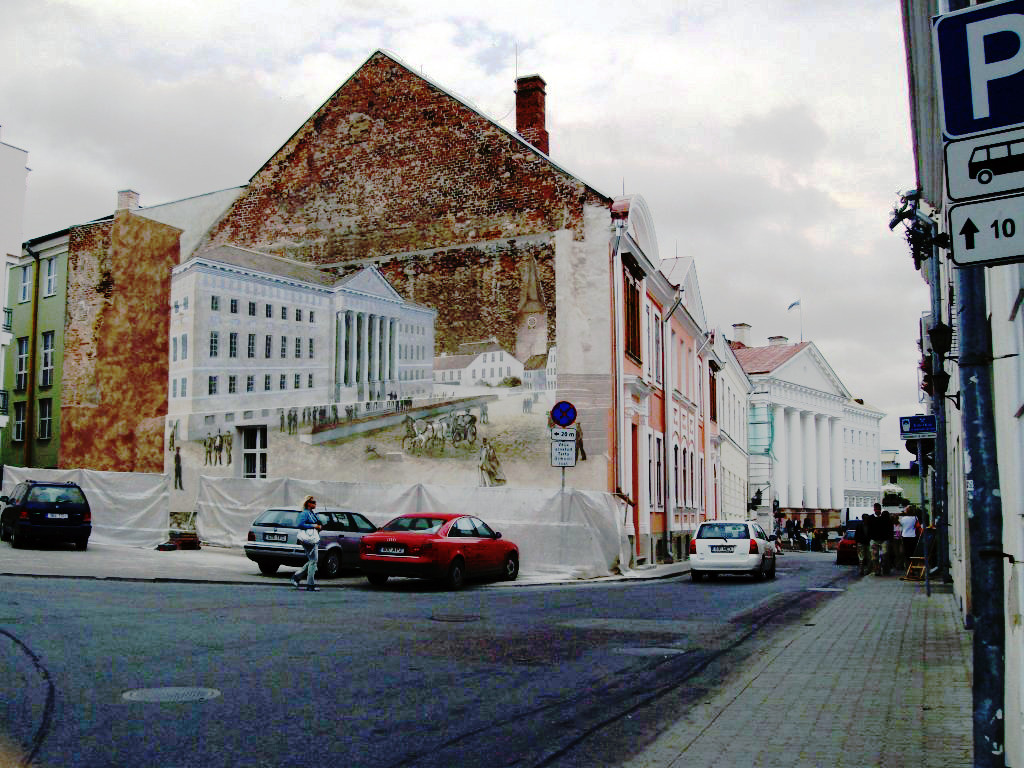
von-Bock-Haus, mit Wandbild der Universität Tartu (2009)

### Dorfkirche Gratzungen
Die Kirche befindet sich in Gratzungen, einem Ortsteil der Stadt Bleicherode im Landkreis Nordhausen in Thüringen. Sie gehört zur Kirchengemeinde Friedrichsthal der Pfarrei Trebra im Kirchenkreis Südharz der Evangelischen Kirche in Mitteldeutschland. Sie ist ein bedeutendes Beispiel für die Fachwerkbauweise des 18. Jahrhunderts und ein wichtiges Werk von Walther. Sie steht heute unter Denkmalschutz und ist ein wichtiger Bestandteil des kulturellen Erbes der Region. Die Kirche wird für Gottesdienste und andere kirchliche Veranstaltungen genutzt und ist eine Sehenswürdigkeit für an historischer Architektur und sakraler Kunst Interessierte.
Die Dorfkirche Gratzungen wurde 1755 anstelle einer älteren Vorgängerkirche erbaut. Walther war der verantwortliche Baumeister für dieses Projekt. Die Kirche ist eine Fachwerkkirche, die sich über vier Achsen erstreckt. Im Westen der Saalkirche steht ein zweigeschossiger, schiefergedeckter, eingezogener Kirchturm mit barocker Haube. Das Kirchenschiff hat an drei Seiten eingeschossige Emporen. Über den Balken in der Mitte des Kirchenschiffs befindet sich ein hölzernes Tonnengewölbe, während über den Emporen eine Flachdecke angebracht ist. Diese architektonischen Merkmale sind typisch für die Bauweise des 18. Jahrhunderts und spiegeln den Stil wider, den Walther in seinen Werken bevorzugte.
Die Innenausstattung der Dorfkirche Gratzungen ist ebenfalls bemerkenswert. Der barocke Kanzelaltar wurde im 19. Jahrhundert neu bemalt. Über dem Taufbecken schwebt ein barocker Taufengel, der ein weiteres Beispiel für die kunstvolle Gestaltung der Kirche darstellt. Diese Elemente tragen zur historischen und künstlerischen Bedeutung der Kirche bei. Die Orgel der Kirche, die um 1900 von einem unbekannten Orgelbauer gebaut wurde, verfügt über zehn Register, verteilt auf zwei Manuale und Pedal. Diese Orgel ist ein wichtiger Bestandteil der musikalischen Tradition der Kirche und wird bis heute genutzt.

### Rathaus von Dorpat
Das Rathaus von Tartu, damals Rathaus von Dorpat, ist eines der bedeutendsten Bauwerke der Stadt Tartu. Es wurde von Walther entworfen und zwischen 1782 und 1789 erbaut. Das Gebäude ist ein herausragendes Beispiel für den holländischen Frühklassizismus, prägt das Stadtbild von Tartu bis heute und ist ein wichtiger Bestandteil des kulturellen Erbes der Stadt sowie Sehenswürdigkeit für historisch und kulturell Interessierte.
Das Rathaus wurde auf einem Fundament aus Erlenholz errichtet und ist ein typisches Beispiel für den holländischen Frühklassizismus. Es zeichnet sich durch seine symmetrische Fassade, klaren Linien und die Verwendung von Stein aus. Das Gebäude besteht aus einem Kellergeschoss sowie drei Stockwerken und einem Walmdach mit Dachreiterturm.
Die Fassade des Rathauses ist schlicht und elegant gestaltet. Sie wird durch Pilaster und Stuckgirlanden verziert, die dem Gebäude eine repräsentative und zugleich zurückhaltende Eleganz verleihen. Der Dachreiterturm, der das Walmdach krönt, ist ein markantes Merkmal des Gebäudes und verleiht ihm eine vertikale Betonung.
Im Inneren des Rathauses befinden sich mehrere repräsentative Räume, die für die städtische Verwaltung und offizielle Anlässe genutzt werden. Der Ratssaal im zweiten Obergeschoss ist im Rokoko-Stil eingerichtet, während die übrigen Räume barocke und frühklassizistische Elemente aufweisen. Ursprünglich waren im Sockelgeschoss die Gefängnisräume sowie die Stadtkasse und das Archiv untergebracht.

### von-Bock-Haus
Das von-Bock-Haus in Tartu ist ein bedeutendes Werk Walthers. Das Gebäude ist ein herausragendes Beispiel für den holländischen Frühklassizismus, prägt das Stadtbild von Tartu bis heute und ist ein wichtiger Bestandteil des kulturellen Erbes der Stadt sowie Sehenswürdigkeit für historisch und kulturell Interessierte.
Das von-Bock-Haus wurde 1780 für Staatsrat und Oberst Magnus Johann von Bock erbaut. So wie viele in dieser Zeit errichtete Bauten in Dorpat ist auch dieser ein typisches Beispiel für den holländischen Frühklassizismus und zeichnet sich durch seine symmetrische Fassade und klaren Linien aus. Das Gebäude besteht aus einem Kellergewölbe, einem Erdgeschoss, das teilweise ebenfalls gewölbt ist, und einem ersten Stockwerk, das für repräsentative Zwecke genutzt wurde.
Die Fassade des von-Bock-Hauses ist schlicht und elegant gestaltet. Sie wird durch Pilaster und Stuckverzierungen akzentuiert, die dem Gebäude eine repräsentative und zugleich zurückhaltende Eleganz verleihen. An einer Wand des Gebäudes befindet sich ein Gemälde, das das Hauptgebäude der Universität Tartu darstellt. Dieses Wandbild ist ein markantes Merkmal des Hauses und verleiht ihm eine besondere historische Bedeutung.
Im Inneren des von-Bock-Hauses befinden sich mehrere repräsentative Räume, die für verschiedene Zwecke genutzt wurden. Der erste Stock hatte einen großen Raum mit einer aufwendig gestalteten Stuckdecke, der für gesellschaftliche Anlässe genutzt wurde. Ein Raum war mit einer floralen Tapete und drei großen Landschaftsgemälden dekoriert. Die Halle hatte eine weiße, kunstvoll gestaltete Decke, während die Wände mit einem arabesken Design um die fünf großen Fenster verziert waren. Zwei weiße Kachelöfen sorgten für die Beheizung des Raumes.
Das von-Bock-Haus wurde 1839 von der Universität Tartu erworben und diente seitdem verschiedenen Zwecken. Es beherbergte unter anderem das Klinikum der Universität, die Veterinärschule und die Bibliothek der Gelehrten Estnischen Gesellschaft.